# Jesús Dátolo
Jesús Alberto Dátolo (Carlos Spegazzini, 19 de mayo de 1984) es un Exfutbolista profesional argentino que se desempeñaba en las posiciones de mediocampista izquierdo y derecho. Su último equipo antes de retirarse fue Tristán Suárez.

## Trayectoria
Comenzó en 1994 en las inferiores del Cañuelas FC pero debutó al ser transferido a Banfield en 2004 y sus buenas actuaciones, sus jugadas lujosas y su llegada al gol llamaron la atención del mercado. En 2005, Banfield venció 3-2 al Boca Juniors con una actuación interesante del joven jugador (gol incluido), y este club lo anotó entre sus pretensiones.
A mediados de 2006, Boca lo llevó a sus filas. Debutó con la azul y amarilla el 19 de agosto (1-0 al Independiente en La Bombonera), jugando los últimos 12 minutos del partido (reemplazó a Guillermo Marino).
Durante sus primeros meses, Jesús mostraba grandes dificultades para adaptarse a su nuevo club, obteniendo pocos minutos en el campo, malas actuaciones y la reprobación general de los aficionados xeneizes. Durante 2007 mostró algunas mejorías, ya que se le notaba menos nervioso en el campo de juego.
En 2008 llegó su esperado despegue. En los primeros días de ese año había una oferta del Colo-Colo chileno para obtener los servicios del volante, pero el jugador se encerró en una habitación de la concentración junto con el presidente Pedro Pompilio y le suplicó que no lo traspasaran, que su deseo era mejorar su nivel y convertirse en un jugador querido por los aficionados.
Mostró grandes actuaciones durante la Copa Libertadores de ese año; además fue una pieza fundamental en el equipo que obtuvo el Apertura 2008. Los medios de prensa en más de una ocasión describieron al jugador usando adjetivos como "eléctrico", aunque este último puede haberse debido principalmente a su corte de cabello, que es reminiscente de la repulsión electrostática que sentirían sus cabellos si tuvieran carga eléctrica neta. Finalizó el año siendo uno de los jugadores más queridos por la afición.
Marcó 9 goles en Boca: a Bolívar (7-0), a Quilmes (2-1), a Argentinos Juniors (4-0) a Colón (2-1) y a Gimnasia y Esgrima de Jujuy (2-1); convirtió los 2 goles), a Maracaibo (3-0), a Cruzeiro y de penal a la Liga de Quito (1-1).

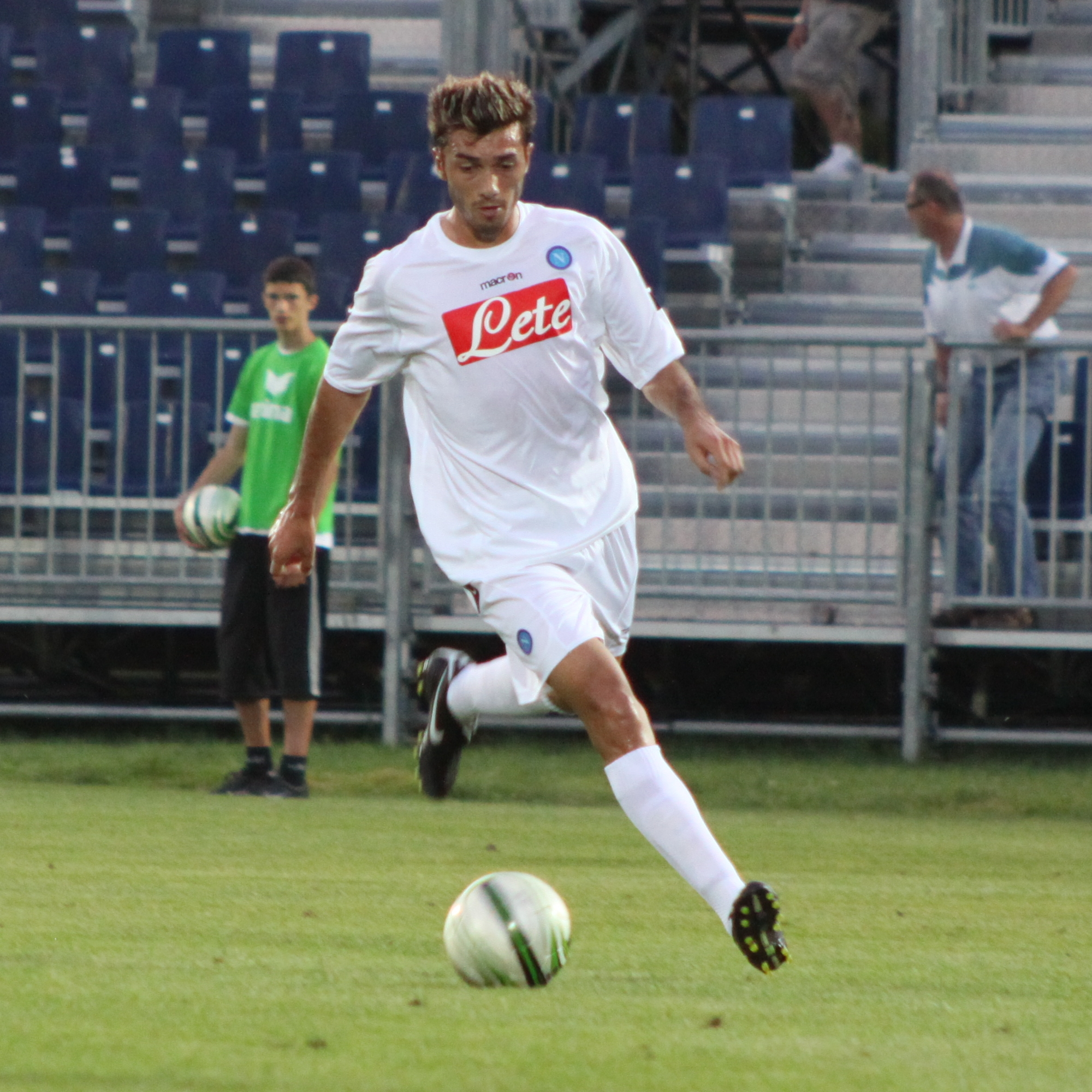
Dátolo durante un entrenamiento con el Napoli.

El 28 de enero de 2009, después de demostrar grandes asistencias a sus compañeros de equipo y de meterle dos goles al River Plate en el torneo de verano, fue oficial su traspaso al Napoli de la Serie A, club en el que jugaban sus compatriotas Germán Denis, Ezequiel Lavezzi y Nicolás Navarro. La transferencia se haría en 8,3 millones de dólares por el 80 % del pase.
El 16 de enero de 2010 fue cedido al Olympiacos de la Superliga de Grecia. Para la temporada 2010-11 fue cedido nuevamente –con opción de compra– al Espanyol de España; el 27 de enero de 2011 Espanyol se quedó con el 100 % de los derechos federativos de Dátolo.
El 5 de febrero de 2012 debutó oficialmente con la camiseta del Internacional, convirtiendo el gol que le daría la victoria parcial por un tanto contra 0, frente a Grêmio, nada menos que su clásico rival, ganándose así los primeros aplausos de la afición pese a que el partido acabaría con un empate a 2 goles.
A mediados de 2012, fue elegido como el mejor jugador de Brasil en la primera mitad del año.
Debido a su gran nivel durante la última temporada, es pretendido por muchos clubes brasileños, como Botafogo, Flamengo y Fluminense. Sin embargo, rescinde contrato el 10 de agosto y ficha por el Atlético Mineiro por 3 temporadas, convirtiéndose en el 5.º jugador mejor pago de Brasil.
En 2014 se convierte en el máximo asistente del equipo con 18 pases de gol, superando la marca de Ronaldinho en 2012 y 2013. Además de los 7 goles que marcó en el año, se consagró campeón de la Recopa Sudamericana 2014 al derrotar a Lanús. Con este logro se convirtió en el máximo ganador de la Recopa Sudamericana, con tres títulos.
En la segunda parte de 2014 obtiene la Copa de Brasil 2014 el 26 de noviembre, ganándole la final ni más ni menos que al Cruzeiro en el clásico de Belo Horizonte. En la Ida marcó uno de los dos tantos.
Antes del duelo final el Club Atlético Mineiro había logrado dos hazañas futbolísticas, frente a Corinthians y Flamengo, derrotándolos por 4 a 3 en el global. Además Dátolo fue elegido como el mejor jugador de la Copa de Brasil 2014 por sus compañeros.
En 2017 pasó al Vitória de Brasil. Y convirtió un doblete para seguir mostrando sus grandes dotes como jugador. Sin embargo, en mayo de ese mismo año, Dátolo rescinde el contrato con el Vitória, alegando motivos personales para obtener la rescisión.
El 17 de julio se convirtió en el primer refuerzo del Club Atlético Banfield, con el que logró ser subcampeón de la Copa Diego Maradona el 17 de enero de 2021, tras perder la final por penales contra su ex club, Boca Juniors.
El 13 de octubre con Javier Sanguinetti como nuevo técnico de Banfield tras volver al club después de un año, se le anuncio a Dátolo que no sería tenido en cuenta más, y que habría un carta de libertad de mutuo acuerdo, por su trato al Archu en su primer periodo.

## Selección nacional
El 12 de agosto de 2009 debutó en la selección mayor en un amistoso frente a Rusia, luego de ser convocado por Diego Armando Maradona, entrenador de la albiceleste. Su debut fue curioso ya que la primera pelota que tocó la convirtió en gol, poniendo de esta manera el 3-1 a favor de Argentina. Un mes después, el 5 de septiembre, debutó en eliminatorias mundialistas frente a Brasil, donde marcó el gol de descuento de la derrota por 1-3.

## Estadísticas

### Clubes
| Club | Div.                | Temporada           | Liga  | Liga  | Liga   | Estatal(1) | Estatal(1) | Estatal(1) | Copas Nacionales(2) | Copas Nacionales(2) | Copas Nacionales(2) | Torneos Internacionales(3) | Torneos Internacionales(3) | Torneos Internacionales(3) | Total | Total | Total  |      |
| Club | Div.                | Temporada           | Part. | Goles | Asist. | Part.      | Goles      | Asist.     | Part.               | Goles               | Asist.              | Part.                      | Goles                      | Asist.                     | Part. | Goles | Asist. |      |
| --- | ------------------- | ------------------- | ----- | ----- | ------ | ---------- | ---------- | ---------- | ------------------- | ------------------- | ------------------- | -------------------------- | -------------------------- | -------------------------- | ----- | ----- | ------ | ---- |
| C.A. Banfield Argentina |                     |                     |       |       |        |            |            |            |                     |                     |                     |                            |                            |                            |       |       |        |      |
| 1.ª | 2004-05             | 12                  | 1     | 0     | -      | -          | -          | -          | -                   | -                   | -                   | -                          | -                          | 12                         | 1     | 0     |        |      |
| 1.ª | 2005-06             | 27                  | 5     | 9     | -      | -          | -          | -          | -                   | -                   | 3                   | 1                          | 0                          | 30                         | 6     | 9     |        |      |
| 1.ª | 2017-18             | 17                  | 1     | 1     | -      | -          | -          | 2          | 0                   | 0                   | 3                   | 1                          | 0                          | 22                         | 2     | 1     |        |      |
| 1.ª | 2018-19             | 19                  | 5     | 2     | -      | -          | -          | 2          | 0                   | 0                   | 4                   | 0                          | 0                          | 25                         | 5     | 2     |        |      |
| 1.ª | 2019-20             | 14                  | 3     | 4     | -      | -          | -          | 1          | 0                   | 0                   | -                   | -                          | -                          | 15                         | 3     | 4     |        |      |
| 1.ª | 2020-21             | -                   | -     | -     | -      | -          | -          | 10         | 1                   | 1                   | -                   | -                          | -                          | 10                         | 1     | 1     | 0,10   |      |
| 1.ª | 2021                | 16                  | 3     | 2     | -      | -          | -          | 0          | 0                   | 0                   | -                   | -                          | -                          | 16                         | 3     | 2     | 0,18   |      |
| 1.ª | 2022                | 19                  | 1     | 2     | -      | -          | -          | 13         | 5                   | 0                   | 4                   | 1                          | 0                          | 36                         | 7     | 2     | 0,25   |      |
| Total club | Total club          | 124                 | 19    | 20    | -      | -          | -          | 28         | 6                   | 1                   | 14                  | 3                          | 0                          | 166                        | 28    | 21    | 0,16   |      |
| C.A. Boca Juniors Argentina |                     |                     |       |       |        |            |            |            |                     |                     |                     |                            |                            |                            |       |       |        |      |
| 1.ª | 2006-07             | 25                  | 1     | 1     | -      | -          | -          | -          | -                   | -                   | 10                  | 1                          | 1                          | 35                         | 2     | 2     |        |      |
| 1.ª | 2007-08             | 24                  | 4     | 3     | -      | -          | -          | -          | -                   | -                   | 14                  | 2                          | 4                          | 38                         | 6     | 7     |        |      |
| 1.ª | 2008-09             | 18                  | 0     | 3     | -      | -          | -          | -          | -                   | -                   | 4                   | 1                          | 0                          | 22                         | 1     | 3     | 0,04   |      |
| Total club | Total club          | 67                  | 5     | 7     | -      | -          | -          | -          | -                   | -                   | 28                  | 4                          | 5                          | 95                         | 9     | 12    | 0,09   |      |
| SSC Napoli · Italia |                     |                     |       |       |        |            |            |            |                     |                     |                     |                            |                            |                            |       |       |        |      |
| 1.ª | 2008-09             | 9                   | 0     | 2     | -      | -          | -          | -          | -                   | -                   | -                   | -                          | -                          | 9                          | 0     | 2     |        |      |
| 1.ª | 2009-10             | 13                  | 1     | 2     | -      | -          | -          | 3          | 0                   | 0                   | -                   | -                          | -                          | 16                         | 1     | 2     | 0,06   |      |
| Total club | Total club          | 22                  | 1     | 4     | -      | -          | -          | 3          | 0                   | 0                   | -                   | -                          | -                          | 25                         | 1     | 4     | 0,04   |      |
| Olympiacos · Grecia |                     |                     |       |       |        |            |            |            |                     |                     |                     |                            |                            |                            |       |       |        |      |
| 1.ª | 2009-10             | 8                   | 0     | 3     | -      | -          | -          | -          | -                   | -                   | 2                   | 0                          | 0                          | 10                         | 0     | 3     |        |      |
| Total club | Total club          | 8                   | 0     | 3     | -      | -          | -          | -          | -                   | -                   | 2                   | 0                          | 0                          | 10                         | 0     | 3     |        |      |
| Espanyol · España |                     |                     |       |       |        |            |            |            |                     |                     |                     |                            |                            |                            |       |       |        |      |
| 1.ª | 2010-11             | 15                  | 2     | 0     | -      | -          | -          | 2          | 0                   | 0                   | -                   | -                          | -                          | 17                         | 2     | 0     |        |      |
| 1.ª | 2011-12             | 5                   | 0     | 0     | -      | -          | -          | 2          | 0                   | 0                   | -                   | -                          | -                          | 7                          | 0     | 0     | 0,00   |      |
| Total club | Total club          | 20                  | 2     | 0     | -      | -          | -          | 4          | 0                   | 0                   | -                   | -                          | -                          | 24                         | 2     | 0     | 0,08   |      |
| Internacional · Brasil |                     |                     |       |       |        |            |            |            |                     |                     |                     |                            |                            |                            |       |       |        |      |
| 1.ª | 2012                | 10                  | 1     | 1     | 11     | 8          | 0          | -          | -                   | -                   | 8                   | 1                          | 2                          | 29                         | 10    | 3     |        |      |
| 1.ª | 2013                | 4                   | 0     | 0     | 8      | 0          | 0          | 2          | 0                   | 0                   | -                   | -                          | -                          | 14                         | 0     | 0     | 0,00   |      |
| Total club | Total club          | 14                  | 1     | 1     | 19     | 8          | 0          | 2          | 0                   | 0                   | 8                   | 1                          | 2                          | 43                         | 10    | 3     | 0,23   |      |
| Atlético Mineiro · Brasil | 1.ª                 | 2013                | 11    | 1     | 0      | -          | -          | -          | -                   | -                   | -                   | -                          | -                          | -                          | 11    | 1     | 0      |      |
| Atlético Mineiro · Brasil | 1.ª                 | 2014                | 27    | 5     | 9      | 8          | 0          | 2          | 8                   | 2                   | 4                   | 6                          | 0                          | 1                          | 49    | 7     | 16     |      |
| Atlético Mineiro · Brasil | 1.ª                 | 2015                | 26    | 7     | 8      | 7          | 2          | 1          | 3                   | 2                   | 0                   | 7                          | 0                          | 1                          | 43    | 11    | 10     | 0,26 |
| Atlético Mineiro · Brasil | 1.ª                 | 2016                | 6     | 0     | 1      | 8          | 1          | 1          | 2                   | 0                   | 0                   | 3                          | 0                          | 0                          | 19    | 1     | 2      | 0,00 |
| Atlético Mineiro · Brasil | Total club          | Total club          | 70    | 13    | 18     | 23         | 3          | 4          | 13                  | 4                   | 4                   | 16                         | 0                          | 2                          | 122   | 20    | 28     | 0,15 |
| Vitória · Brasil | 1.ª                 | 2017                | -     | -     | -      | 6          | 2          | 0          | 1                   | 0                   | 0                   | -                          | -                          | -                          | 7     | 2     | 0      |      |
| Vitória · Brasil | Total club          | Total club          | 0     | 0     | 0      | 6          | 2          | 0          | 1                   | 0                   | 0                   | 0                          | 0                          | 0                          | 7     | 2     | 0      |      |
| Tristán Suárez Argentina | 2.ª                 | 2023                | 20    | 2     | 3      | -          | -          | -          | -                   | -                   | -                   | -                          | -                          | -                          | 20    | 2     | 3      |      |
| Tristán Suárez Argentina | Total club          | Total club          | 20    | 2     | 3      | -          | -          | -          | -                   | -                   | -                   | -                          | -                          | -                          | 20    | 2     | 3      |      |
| Total en su carrera | Total en su carrera | Total en su carrera | 346   | 43    | 56     | 48         | 13         | 4          | 51                  | 10                  | 5                   | 68                         | 8                          | 9                          | 511   | 74    | 74     |      |
| (1) Incluye Campeonato Gaucho y Campeonato Mineiro. (2) Incluye Copa Italia, Copa del Rey, Copa do Brasil, Copa Argentina, Copa de la Superliga y Copa de la Liga Profesional. (3) Incluye Copa Libertadores, Recopa Sudamericana, Copa Sudamericana, Mundial de Clubes y UEFA Champions League. (4) Media de goles por encuentro. No incluye goles en partidos amistosos. |                     |                     |       |       |        |            |            |            |                     |                     |                     |                            |                            |                            |       |       |        |      |

### Selección nacional
- Actualizado hasta el 10 de septiembre de 2009

| Selección          | Año | Amistosos | Amistosos | Amistosos | Eliminatorias | Eliminatorias | Eliminatorias | Copa Mundial | Copa Mundial | Copa Mundial | Copa América | Copa América | Copa América | Copa Confederaciones | Copa Confederaciones | Copa Confederaciones | Total | Total | Total  | Media goleadora |
| Selección          | Año | Part.     | Goles     | Asist.    | Part.         | Goles         | Asist.        | Part.        | Goles        | Asist.       | Part.        | Goles        | Asist.       | Part.                | Goles                | Asist.               | Part. | Goles | Asist. | Media goleadora |
| ------------------ | --- | --------- | --------- | --------- | ------------- | ------------- | ------------- | ------------ | ------------ | ------------ | ------------ | ------------ | ------------ | -------------------- | -------------------- | -------------------- | ----- | ----- | ------ | --------------- |
| Absoluta Argentina |     |           |           |           |               |               |               |              |              |              |              |              |              |                      |                      |                      |       |       |        |                 |
| 2009               | 1   | 1         | 0         | 2         | 1             | 0             | -             | -            | -            | -            | -            | -            | -            | -                    | -                    | 3                    | 2     | 0     | 0,66   |                 |
| Total              | 1   | 1         | 0         | 2         | 1             | 0             | -             | -            | -            | -            | -            | -            | -            | -                    | -                    | 3                    | 2     | 0     | 0,66   |                 |

### Resumen estadístico
| Competición             | Partidos | Goles | Asist. | Promedio |
| ----------------------- | -------- | ----- | ------ | -------- |
| Liga                    | 290      | 49    | 57     | 0,11     |
| Estatal                 | 48       | 13    | 3      | 0,27     |
| Copas nacionales        | 38       | 5     | 5      | 0,16     |
| Torneos internacionales | 67       | 7     | 8      | 0,11     |
| Selección Argentina     | 3        | 2     | 0      | 0,66     |
| Total                   | 442      | 76    | 73     | 0,14     |

## Palmarés

### Campeonatos regionales
| Título             | Club             | Estado             | Año  |
| ------------------ | ---------------- | ------------------ | ---- |
| Campeonato Gaúcho  | Internacional    | Río Grande del Sur | 2012 |
| Campeonato Gaúcho  | Internacional    | Río Grande del Sur | 2013 |
| Campeonato Mineiro | Atlético Mineiro | Minas Gerais       | 2013 |
| Campeonato Mineiro | Atlético Mineiro | Minas Gerais       | 2015 |

### Campeonatos nacionales
| Título           | Club              | País      | Año    |
| ---------------- | ----------------- | --------- | ------ |
| Primera División | C.A. Boca Juniors | Argentina | A-2008 |
| Copa de Brasil   | Atlético Mineiro  | Brasil    | 2014   |

### Campeonatos internacionales
| Título              | Club              | Sede           | Año  |
| ------------------- | ----------------- | -------------- | ---- |
| Recopa Sudamericana | C.A. Boca Juniors | São Paulo      | 2006 |
| Copa Libertadores   | C.A. Boca Juniors | Porto Alegre   | 2007 |
| Recopa Sudamericana | C.A. Boca Juniors | Buenos Aires   | 2008 |
| Recopa Sudamericana | Atlético Mineiro  | Belo Horizonte | 2014 |

### Distinciones individuales
| Distinción                           | Año  |
| ------------------------------------ | ---- |
| Máximo goleador de la Copa Argentina | 2022 |